# Zagdbadsaryn Dawaanjam
Zagdbadsaryn Dawaanjam (mongolisch Загдбазарын Давааням, englisch Zagdbazaryn Davaanyam; * 15. Dezember 1944 in Ulaanbaatar) ist ein ehemaliger mongolischer Kunstturner und Trainer.
Er nahm an den Olympischen Sommerspielen 1964 in Tokio sowie 1968 in Mexiko-Stadt teil. 1964 kam er im Einzelmehrkampf auf Platz 94 und 1968 auf Platz 98. Nach seiner aktiven Karriere arbeitete Dawaanjam als Trainer. Er wurde geehrt mit dem Titel Meister des Sports und war Cheftrainer der Frauennationalmannschaft. Unter anderem trainierte er die Olympionikin Dawaasürengiin Ojuuntujaa.